# Hans Ulrich Boas
Hans Ulrich Boas (* 13. Oktober 1940 in Esslingen am Neckar; † 4. September 2020 in Erfurt) war ein deutscher Sprachwissenschaftler.

## Leben
Nach der Promotion zum Dr. phil. in Göttingen 1974 und Habilitation an der Universität Göttingen 1983 hatte Boas von 1985 bis 1986 eine Vertretungsprofessur an der Universität Konstanz inne. Ab 1989 lehrte er als außerplanmäßiger Professor in Göttingen. 1993 wurde er Professor für anglistische Sprachwissenschaft in Erfurt.
Sein Sohn Hans Christian Boas ist ebenfalls Sprachwissenschaftler.

## Schriften (Auswahl)
- Syntactic generalizations and linear order in generative transformational grammar. Tübingen 1975, ISBN 3-87808-056-5.
- Formal versus explanatory generalizations in generative transformational grammar. An investigation into generative argumentation. Tübingen 1984, ISBN 3-484-30150-3.
- (Hg.): Norm und Variation. Vom 26. bis 28.9.1996 an der Pädagogischen Hochschule Erfurt. Wuppertal 1996, OCLC 75838305.